# François de Chancy
Pour les articles homonymes, voir Chancy.
Répertoire
musique de ballet, airs, musique instrumentale
François de Chancy [Chanci, Chansy] est un chanteur, luthiste et compositeur français actif à Paris et à la cour dans le second quart du XVIIe siècle. Il est mort à Paris en août 1656.

## Biographie
Ses origines familiales ne sont pas connues. On a pu citer un acte de donation signé en 1580 par un certain François de Chancy, fils de Claude de Chancy chevalier seigneur de Pamiers et Le Prenoy, à prendre avec prudence car on ignore s’il s’agit bien de la même famille.
La Tablature de mandore qu’il publie en 1629 est dédiée au cardinal de Richelieu, ce qui laisse supposer qu’il était à son service à cette date. C’est à cette époque que se situe une anecdote rapportée par un contemporain : lorsque Marie de Médicis rendit une visite impromptue au cardinal de Richelieu, malade et alité à Rueil, le cardinal « lui donna la collation, la musique et il fit chanter devant elle une chanson que Chansi avoit faite exprès ».
Il est sans doute resté dans cet office jusqu’en 1635, date à laquelle il est cité par Marin Mersenne comme « Præfectus Musicæ Regiæ », c’est-à-dire maître des enfants de la Chambre du roi. En 1643, Chancy occupe toujours cette charge lorsqu’il signe une convention selon laquelle il remet sa charge à Jean de Cambefort, ordinaire de la musique du cardinal Mazarin, à partir de janvier 1644, contre 9000 lt et la moitié des gages. Une seconde convention précisait le mode de perception des gages en cas de décès d’une des parties. Il semble qu’il ait gardé cette charge jusqu’à sa mort en 1656. Au titre de ses éditions, il se dit « maitre de la musique de la Chambre du roi », qui doit se comprendre comme un raccourci pour « maître des enfants ». Ses gages étaient de 720 lt par an. Pendant cette période c’est Paul Auget qui exerçait la charge de surintendant.
Chancy est enterré le 1er août 1656 à Paris, à Saint-Germain-l’Auxerrois. Il est dit alors « maître de la musique du petit coucher du roi »,.
En 1643 il demeurait rue du Coq et en 1656 rue Saint-Thomas-du-Louvre. Il possédait une maison avec étables et jardin à Quoy (Coye-la-Forêt) près de Luzarches. Chancy s'est marié à Madeleine de La Chappelle. Celle-ci demeurait en 1659 rue des Petits-Champs ; le 14 février 1659 elle vend pour 900 lt la maison de Coye-la-Forêt à Jean de Saint-Leu. Elle vivait encore en 1685.

## Réception
À deux reprises, Marin Mersenne loue les talents de Chancy dans son Harmonie universelle :
... Ceux qui desirent des regles plus particulieres pour faire de bons chants, et des Airs sur chaque sujet, les trouverront dans le traité de la Methode, et de l'Art de bien chanter: quoy qu'il n'y ayt peut-estre nul meilleur moyen d'apprendre ces Arts, que d'imiter les Sieurs Guédron, Boësset, Chancy, Moulinié, et les autres maistres, qui ont rencontré par leur travail continuel, et à la faveur de leur bon genie les belles manieres de composer les airs, qui consistent particulierement aux beaux mouvemens, et au choix des chordes de chaque mode... .
La seconde industrie consiste en l'imitation, à la lecture, et à la consideration des airs, et des chants de ceux qui ont le mieux reüssi en cette matiere, tels que sont entre les François, Claudin, Guédron, Boësset, Chancy, Moulinié, et cetera.

## Œuvres

### Ballets
Lors de son activité à la cour, Chancy a eu l’occasion de participer à plusieurs ballets de cour :
- Ballet des Triomphes, 1635, où il conduit un concert de luths[12].
- Ballet de la Vieille cour, 1635.
- Ballet de la Félicité, 1639
- Ballet de la Prospérité des armes de France, 1641, pour lequel il compose des airs publiés en 1644.
- Ballet du Dérèglement des passions, 1648
- Ballet des Fêtes de Bacchus, 1651
- Ballet du déreiglement des passions, 1652.

### Airs

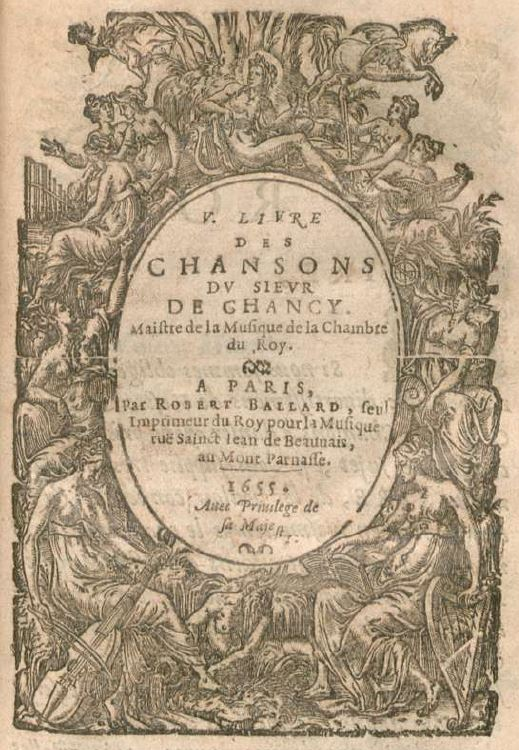
Titre du Ve livre des Equivoques de François de Chancy

- Airs de cour à quatre parties, du sieur Chancy, maître de la musique de la Chambre du roi. Paris : Pierre I Ballard, 1635. 4 vol. 8° obl. RISM C 1842, Guillo 2003 n° 1635-A. Numérisé sur Gallica (Haute-contre seule).

Dédicace au roi Louis XIII. Contient 18 airs, avec dans les deux derniers des passages en tablature pour le luth. Chancy déclare dans sa préface que la plus grande partie des paroles sont de lui.
- IIe livres d’airs de cour à quatre parties du sieur de Chancy, maître de la musique de la Chambre du roi. Paris : Robert III Ballard, 1644. 4 vol. 8° obl. RISM C 1843, Guillo 2003 n° 1-C. Numérisé sur [gallica.bnf.fr/ark:/12148/bpt6k45000838 Gallica] (Haute-contre seule).

Dédicace à la reine régente Anne d’Autriche. Contient 25 airs, dont sept proviennent du Ballet de la prospérité de armes de France (dansé en février 1641), et non du Ballet de la Félicité comme l’indique pourtant l’ouvrage.
Un des airs de ces deux recueils a été publié par André Verchaly dans ses Airs de cour pour voix et luth (1603–1643) (Paris, Société française de Musicologie, 1961).
- Les Équivoques du sieur de Chancy. Paris : Pierre I Ballard, 1639. 1 vol. 8°. RISM C 1844 et 1845, Guillo 2003 n° 1639-A. Certains exemplaires sont datés 1845.

Dédicace au sieur Flotte. Contient 30 chansons à 1 voix, et 6 chansons à boire à 2 voix.
- IIe livre des Equivoques du sieur de Chancy, maistre de la musique de la Chambre du roi. Paris : Robert III Ballard, 1647. 1 vol. 8°. RISM C 1846 et 1847, Guillo 2003 n° 1647-B.

Dédicace à M. Potel, conseiller et secrétaire du roi. Contient 35 chansons pour danser à 1 voix et 4 chansons à boire à 2 voix.
- IIIe livre des Chansons du sieur de Chancy, maistre de la musique de la Chambre du roi. Paris : Robert III Ballard, 1649. 1 vol. 8°. RISM C 1848, Guillo 2003 n° 1649-B.

Dédicace à Pierre de Nyert. Contient 36 chansons à danser à 1 voix et 4 chansons à boire à 2 voix.
- IVe livre des Chansons du sieur de Chancy, maistre de la musique de la Chambre du roi. Paris : Robert III Ballard, 1651. 1 vol. 8°. RISM C 1849, Guillo 2003 n° 1651-E.

Dédicace à M. de Machault, seigneur de Choisy, conseiller du roi et maître des requêtes de son hôtel. Contient 36 chansons à danser à 1 voix et 4 chansons à boire à 2 voix. Numérisé par MDS à Munich : ici.
- Ve livre des Chansons du sieur de Chancy, maistre de la musique de la Chambre du roi. Paris : Robert III Ballard, 1655. 1 vol. 8°. RISM C 1850, Guillo 2003 n° 1655-J.

Dédicace au roi Louis XIV. Contient 29 chansons à danser à 1 voix et 10 chansons à boire à 2 ou 3 voix. Numérisé par MDS à Munich : ici.
Les livres II à V des chansons de Chancy sont réémis en 1699 par Christophe Ballard sous le titre de Recueil des quatre livres des Equivoques pour boire et pour danser (ce n’est qu’un recueil des éditions originales).
Quelques airs ou chansons de Chancy ont servi à porter des textes spirituels, tel Contre mon gré je chéris l’eau paru sous forme anonyme dans le VIe livre de chansons pour danser et pour boire en 1632, qui se retrouve dans les Cantique sacrés d’un solitaire (Compiègne : Rennesson, 1674).

### Musique instrumentale

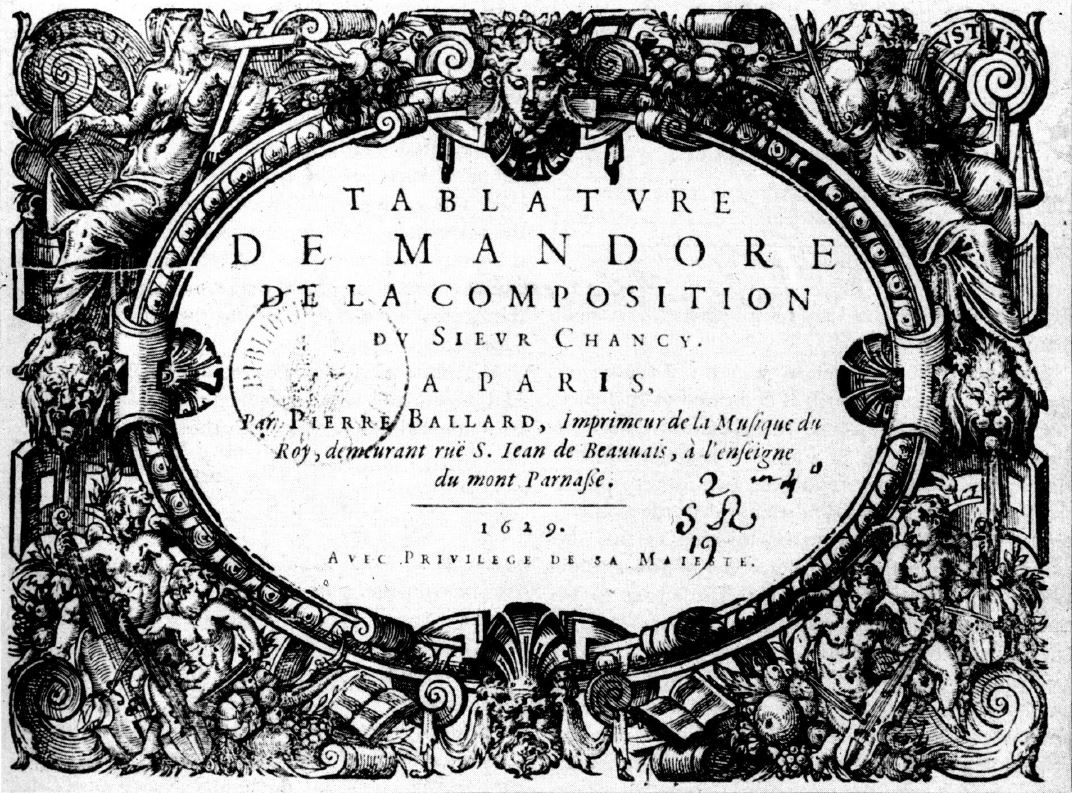
Titre de la Tablature de mandore de François de Chancy, 1629.

- Tablature de mandore de la composition du sieur Chancy. Paris : Pierre I Ballard, 1629. 1 vol. 4° obl. RISM C 1841, Guillo 2003 n° 1629-A.

Dédicace au cardinal de Richelieu. Contient 7 suites de structure variable mais essentiellement organisée sur la succession Recherche (= Ricercar) - Allemande - Courante - Sarabande. L’œuvre est citée par Marin Mersenne dans ses Harmonicorum libri (p. 27) et dans son Harmonie universelle de 1636 (p. 94 du Livre premier des instruments). Sur la musique pour mandore aux XVIe et XVIIe siècles, voir un historique des sources ici ainsi que l'étude de James Tyler.
- Tablature de luth de différents auteurs sur les accords nouveaux. Paris : Pierre I Ballard, 1631. 1 vol. 4°obl. RISM 16316, Guillo 2003 n° 1631-D.

Les suites 5 et 6 de ce recueil sont de Chancy ; toutes deux présentent la succession Entrée - Allemande - Courante 1 - Courante 2  - Courante 3 - Sarabande. Elles sont éditées dans : Œuvres de Chancy, Bouvier, Belleville, Dubuisson, Chevalier, éd. M. Rollin et A. Souris (Paris : CNRS, 1967).
Il existe quelques œuvres isolées : 
- Une allemande pour le luth dans le Livre second des instruments à cordes (f. 88), dans l’Harmonie universelle de Mersenne, 1636[15].
- Trois courantes pour violon ou hautbois dans le manuscrit intitulé Suite des dances pour les violons, et hautbois. Qui se joüent ordinairement à tous les bals chez le Roy. Recueillies, mises en ordre, et composées la plus grande partie, par M. Philidor l'aîné..., l'an 1712. (Paris BNF (Mus.) : VM7-3555). Numérisé sur [gallica.bnf.fr/ark:/12148/btv1b52500810s Gallica].
- Deux allemandes dans le manuscrit intitulé Recüeil de plusieurs vieux Airs faits aux sacres, couronnements, mariages et autres solennitez faits sous les règnes de François Ier, Henry III, Henry IV et Louis XIII, avec plusieurs concerts faits pour leurs divertissement. Recueillis par Philidor l'Aisné en 1690. Paris BNF (Mus.) : RES-F-494. Numérisé sur [gallica.bnf.fr/ark:/12148/bpt6k103658m Gallica].
- Des pièces dans le Ms. 2350 de la Bibliothèque Sainte-Geneviève : airs à danser et à chanter.